# 巢湖闸
巢湖闸位于安徽省巢湖市，连接着巢湖和裕溪河，是由巢湖航运前往长江的必经之地。巢湖闸于1962年建成，是长江流域中巢湖水系的水利工程之一。

## 建设意义
巢湖闸的建设，可以缓解巢湖的防洪压力，在汛期可以防止长江水顶托倒灌，在平时也大大改善了巢湖的航运水平，在枯水期蓄水也是其重要功能之一。

## 现状
由于历史原因，其施工质量差，同时也具有船闸规模偏小、过流能力不足等问题，所以需要进行维修和加固；于是在2002年分别对船闸主体、闸上公路进行了扩建和改造；在2017年3月23日，巢湖闸进行了首次大型维护，维护工程预计于2019年完成。